# Financial Information eXchange
Financial Information eXchange (FIX) protocol (протокол обміну фінансовою інформацією) — протокол передачі даних, що є міжнародним стандартом для обміну даними між учасниками біржових торгів в режимі реального часу.

## Історія
Специфікація FIX-протоколу була створена в 1992 році для передачі інформації про торги акціями між компаніями Fidelity Investments і Salomon Brothers. У створенні брали участь програміст Кріс Морсатт і Джим Леман (бізнес-питання) з боку Salomon, бізнесмен Жак Перольд і програміст Роберт Ламорйо з боку Fidelity. На початку протокол служив тільки для обміну даними між брокерами-дилерами і їх інституційними клієнтами. В ті часи інформація про заявки і їх виконання передавалася усно по телефону. В Fidelity зрозуміли, що інформація, яка надходить від брокера-дилера, може потрапити не до того трейдеру або просто може загубитися, як тільки обидва співрозмовники повісять слухавки. Ідея полягала в тому, щоб замінити усні переговори передачею даних між комп'ютерами. Цю інформацію можна було б аналізувати, зберігати і використовувати для прийняття рішень. Наприклад, процедура, коли брокер-дилер телефонує іншому з наміром купити або продати пакет акцій, в протоколі FIX відображена в обміні IOI-повідомленнями.
Згідно FIX Trading Community протокол FIX став глобальним стандартом де-факто для обміну повідомленнями на ринку торгівлі акціями на стадії перед-торгівлі і виконання. Поступово він поширюється на стадію пост-торгівлі, а також на торгівлю іншими класами цінних паперів: валютний, борговий ринки і ринок деривативів. Протокол FIX підтримується більшістю найбільших банків і електронними трейдинговими системами, а також найбільшими біржами світу.

## Технічна специфікація
Протокол FIX служить для обміну даними в торгових сесіях між торговими системами. XML-подання повідомлень FIX називається FIXML; подібно XML, він є самоописуваним.
FIX — протокол сесійного рівня поверх TCP. При торгівлі цінними паперами FIX більш популярний, так як повідомлення FIXML зазвичай набагато об'ємніше.
Повідомлення діляться на 2 рівня: управління і додатки. Рівень управління визначає базові параметри FIX-сесії: встановлює з'єднання, закриває його, відновлює зниклі повідомлення. Рівень додатку пов'язаний з відправкою і одержанням даних: заявок (requests), їх виконань (угод) (executions and fills), відмов (rejects), ринкової інформації (market data), запит інформації про поточний стан (status requests) і ін.
Протокол FIX має кілька версій, які виходили в міру вдосконалення протоколу і підтримки в ньому різних класів цінних паперів. Самою останньою версією протоколу є версія 5.0.SP2. Різні торгові системи підтримують різні протоколи, а іноді і кілька протоколів паралельно. Найбільшого поширення серед торгових систем отримала версія протоколу FIX 4.2 (березень 2000), до сих пір існують біржі і брокери, які працюють з протоколом 4.1 (квітень 1998 г.) або навіть 4.0 (січень 1997), наприклад Сіднейська біржа деривативів.
При реалізації протоколу розробники тієї чи іншої торгової системи (біржа, брокер, електронна торгівельна площадка) можуть не строго слідувати обраної версії специфікації, а також можуть додавати свої додаткові теги (custom tags), перевизначати значення і роль деяких другорядних тегів, вимагати наявності певних тегів, які в специфікації визначені як необов'язкові. В цьому випадку розробники надають свою документацію, в якій описують особливості своєї реалізації FIX, щоб клієнти могли налаштувати свої клієнтські програми під ці особливості.